# Jacques Franck
Jacques Franck (Queue-du-Bois, 2 februari 1910 - 21 november 1984) was een Belgische senator en burgemeester voor de PSB.

## Levensloop
Franck was secretaris-boekhouder.
Hij werd in 1946 voor de PSB verkozen tot gemeenteraadslid van Sint-Gillis, waar hij van 1952 tot 1957 schepen en van 1957 tot 1973 burgemeester was. 
Van 1961 tot 1974 zetelde Franck in de Senaat als rechtstreeks gekozen senator voor het arrondissement Brussel. Bij de verkiezingen van 1974 kwam hij niet meer op.
In Sint-Gillis is een square naar hem genoemd en draagt het gemeentelijk cultureel centrum zijn naam.